# Sinn (flod)
Sinn er en cirka 50 km lang, biflod til Fränkische Saale i delsaterne Bayern og Hessen i Tyskland. 

## Flodens løb
Sinn har sit udspring i den bayerske del af Rhönbjergene, ved foden af Kreuzberg i nærheden af bebyggelsen Neuwildflecken. Ved Zeitlofs ved den hessisk-bayerke grænse, løber Schmale Sinn, der kommer fra Dammersfeldkuppe mod nordøst, ud i Sinn.
Delvist ledsaget af jernbanelinjen Würzburg−Fulda, og halvejs til Riedenberg krydset af en bro med Bundesautobahn 7, løber Sinn i begyndelsen mod sydvest, og så i sydlig retning til Gemünden, hvor den knap 700 m før dennes udmunding i Main, løber ud i Fränkische Saale.

## Tilløb
Til Sinn løber disse vandløb:Oberbach, Schmale Sinn, Gronau, Jossa og Aura.

## Byer og kommuner langs floden
Fra udspring til udmunding:
| - Wildflecken - Oberbach - Riedenberg - Bad Brückenau - Eckarts-Rupboden - Zeitlofs - Altengronau - Jossa - Obersinn - Mittelsinn - Burgsinn - Rieneck - Schaippach - Gemünden | - Kothen - Speicherz - Grenzwaldbrücke A 7 - Oberzell - Weichersbach - Mottgers |

50°23′07″N 9°58′13″Ø / 50.3852°N 9.9704°Ø